# Костылев, Анатолий Павлович
Анатолий Павлович Костылев (род. 31 марта 1949, Песковка, Кировская область) — советский, российский ученый, руководитель инновационных проектов атомной отрасли.
Директор центра развития нанотехнологий и наноматериалов в атомных комплексах в Национальном исследовательском ядерном университете «МИФИ». Организатор развития инфраструктуры наноиндустрии в России. Организатор Всероссийских научных школ по направлению: функциональные наноматериалы для энергетики, руководитель проектов НИОКР для Росатома. Директор отделения, руководитель управления инновационных нанотехнологий, Председатель Совета ВНИИНМ по конверсии. Разработчик и руководитель Программы между Минатомом и Минздравмедпромом по созданию технологии и производству импортозамещающей фильтровальной техники для получения апирогенной воды, крови и кровезаменителей. Создатель информационно-поисковой системы по нанотехнологиям и наноматериалам предприятий атомной отрасли. Эксперт фонда Сколково.
Благодаря его разработкам созданы бесперебойный источник питания на основе изотопа Ni-63 для кардиостимулятора, бесперебойный источник питания на основе изотопа трития, металлокерамические наноструктурированные фильтры для работы в экстремальных условиях.

## Биография
Анатолий Павлович Костылев родился 31 марта 1949 года в п. Песковка Омутнинского района. С 1966 года, по окончании школы, работал на Песковском литейном заводе: электрик, чертёжник, техник, технолог, мастер литейного цеха участка фасонного литья.
В 1969—1971 годы служил в Советской армии (в/ч 64612, Хабаровск) — курсант, командир отделения, заместитель командира взвода. Выпустил одно отделение и два взвода с оценкой «отлично», награждён медалью «За воинскую доблесть».
В 1977 году окончил Московский институт стали и сплавов (факультет металлургии чёрных металлов и сплавов, специальность «литейное производство чёрных и цветных металлов»). На 3-4 курсах выполнял функции главного инженера объединённого Студенческого строительного отряда МИСиС (3000 бойцов, 60 линейных ССО).
В 1977—2009 годы работал во ВНИИ неорганических материалов им. академика А. А. Бочвара инженером, младшим научным сотрудником, заместителем начальника отдела (496 чел.), заместителем, затем директором отделения, руководителем управления инновационных нанотехнологий. Возглавлял в институте Совет по конверсии, был ответственным секретарём бюро секретариата Центра наноиндустрии Росатома. В 1982 году окончил заочную аспирантуру при ВНИИНМ. Одновременно — член, председатель Государственной аттестационной комиссии на кафедре Технологии литейного производства Московского института стали и сплавов (1997-2006); учредитель, директор по науке и производству ЗАО НПАО «ПЭЛМА» (1992—2009).
В 2009—2011 годы — директор Центра развития нанотехнологий и наноматериалов в атомных комплексах НИЯУ МИФИ.
В 2013—2018 годы — руководитель отдела управления проектами ООО «Атоммедцентр».

### Семья
Отец — Павел Лукич Костылев, мать — Александр Николаевна (в девичестве Истомина);
- брат — Валерий.

Жена — Елена Викторовна (в девичестве Нечаева);
- дети — Дмитрий, Светлана (в замужестве Щербинина);
  - внуки — Артём Дмитриевич Костылев, Александр Дмитриевич Костылев, Дмитрий Владимирович Щербинин.

## Научная и организационная деятельность
Разработал:
- сплавы Nb-Sn для изготовления сверхпроводников для ТОКАМАКА-15 и внедрил их на заводе «Кристалл» (Владикавказ), Ульбинском металлургическом заводе, Кольчугинском заводе ОЦМ;
- бесперебойный источник питания на основе изотопа Ni-63 для кардиостимулятора;
- бесперебойный источник питания на основе изотопа трития;
- металлокерамические наноструктурированные фильтры для работы в экстремальных условиях;
- продукты металлургического производства, в том числе литьё, прокат и ряд других.[источник не указан 2148 дней]

Инициировал, создал и руководил выполнением:
- программы Минатома по молочному машиностроению;
- программы совместных работ Минатома и Минздравмедпрома по созданию технологии и производству импортозамещающей фильтровальной техники для получения апирогенной воды, крови и кровезаменителей (1990; стоимость — $100 млн);
- программы реконструкции и технического перевооружения ВНИИ неорганических материалов им. академика А. А. Бочвара (1993—2004);
- программы «Развитие нанотехнологий и наноматериалов Росатома» (объём финансирования 37,5 млрд руб.).

Как председатель совета по конверсии:
- инициировал разработку более 30 проектов, 4 из которых успешно реализуются (фильтры, бериллиевая фольга, Та-порошок для высокоёмких конденсаторов, постоянные магниты на основе Nd-Fe-B);
- добился права ОАО ВНИИНМ быть головной организацией в Российской Федерации в области функциональных наноматериалов для энергетики по ФЦП «Развитие инфраструктуры наноиндустрии Российской Федерации 2008—2011 г.», руководил этой работой с объёмом финансирования 1,2 млрд руб. на 3 года (проектирование и строительство научно-производственного комплекса по производству функциональных наноматериалов для энергетики, в том числе атомной).[источник не указан 2148 дней]

Как ответственный секретарь Бюро нанотехнологического Центра ГК «Росатом»:
- координировал деятельность 12 предприятий Росатома в области развития нанотехнологии и наноматериалов в атомных комплексах.[источник не указан 2148 дней]

Как директор центра развития нанотехнологий и наноматериалов в атомных комплексах НИЯУ МИФИ:
- способствовал инновационному развитию атомных комплексов на основе создания и совершенствования научной, технической, технологической и образовательной баз в области нанотехнологий и наноматериалов;
- координировал совместную деятельность МИФИ, вузов и научно-образовательных центров, входящих в состав национальной нанотехнологической сети, по повышению эффективности научно-исследовательской и учебной работы;
- содействовал организации подготовки, переподготовки и повышения квалификации научно-педагогических кадров;
- организовал проведение совещаний ректоров и руководителей научно-образовательных центров (НОЦ) ВУЗов по тематическим направлениям ФЦП «Развитие инфраструктуры наноиндустрии в Российской Федерации» по теме: «Организация практического взаимодействия и механизмы реализации научно-образовательного и инновационного потенциала вузовского сегмента национальной нанотехнологической сети»;
- организовал создание информационно-поисковой системы по нанотехнологиям и наноматериалам предприятий атомной отрасли;
- организовал систему обеспечения информационно-методической, кадровой, организационной поддержки деятельности организаций атомной отрасли в сфере нанотехнологий, ознакомления сторонних пользователей с разработками предприятий ГК «Росатом»;
- разработал перечень системных предложений по научному обеспечению приоритетных научных направлений по переходу к широкомасштабному освоению нанотехнологий, применению наноматериалов с новыми свойствами, в том числе для альтернативной энергетики.
- добился создания филиала МИФИ в Дмитровграде с целью подготовки по 24 специальностям инженеров и специалистов для Росатома, в частности, с целью успешного выполнения ФЦП «Ядерные энерготехнологии нового поколения».[источник не указан 2148 дней]

Организовывал и проводил Всероссийские научные школы по направлению: функциональные наноматериалы для энергетики, организовывал и проводил совещания ректоров ВУЗов, участников ННС, в Н-Новгороде, Москве, С-Петербурге. Осуществил как руководитель проектов выполнение крупных НИОКР для Росатома с участием 12 подчинённых ведущих предприятий атомной отрасли. 2 года участвовал в работе Объединённого учёного Совета РЖД. Подготовил 8 инвестпроектов в ОАК, Росгидро, РЖД, Роснано.
Руководил инновационными проектами в рамках ФЦП «Исследования и разработки по приоритетным направлениям развития… Российской Федерации до 2020 года».
Автор более 50 научных работ, 7 изобретений, патента.

### Избранные труды
- Костылев А. П. Разработка наноматериалов и нанотехнологий: Отчет о НИОКР / ОАО «ВНИИ неорганических материалов имени академика А. А. Бочвара». — 2009[5].
- Костылев А. П. Формирование и актуализация перечня измерительных потребностей и возможностей организаций — участников национальной нанотехнологической сети по направлению: функциональные наноматериалы для энергетики: Отчет о НИОКР / ОАО «ВНИИ неорганических материалов имени академика А. А. Бочвара». — 2009[6].
- Костылев А. П., Шлепов И. А. Опыт ВНИИНМ в решении задач конверсии // Конверсия в машиностроении. — 2005. — № 6.
- Оболочка тепловыделяющего элемента реактора на быстрых нейтронах с жидкометаллическим теплоносителем : Патент 2331941[7][8].

## Награды и премии
- Почётная грамота ЦК комсомола Казахской ССР
- Медаль «За воинскую доблесть»
- Медаль «В память 850-летия Москвы»
- «Ветеран атомной энергетики и промышленности»
- «Ветеран труда».